# Indijski nacionalni kongres
Indijski nacionalni kongres je danes ena najpomembnejših političnih strank v Indiji, kar postane po osamosvojitvi leta 1947, sicer pa je bila pred tem politična organizacija, ki so jo ustanovili leta 1885. Ob osamosvajanju Indije se je zavzela za neodvisnost, hkrati pa tudi za pravice množic. Spodbijala je temelje angleške oblasti v Indiji in sprožila zoper njo velika množična gibanja.

## Zgodovinski razvoj
Džavaharlal Nehru je o Indijskem nacionalnem kongresu zapisal, da je bil ob ustanovitvi zmerna in previdna združba, ki je izjavljala zvestobo Angležem in zelo vljudno prosila nekaj malenkostnih reform. Predstavljala je bogatejšo buržoazijo, celo revnejši srednji sloji niso bili zastopani. Kongres je med drugim terjal »indijanizacijo« služb, se pravi, naj bi v državnih službah zaposlili večje število Indijcev kot Angležev. 
Prvi kongres se je sešel leta 1885 v Bombaju. Med člani je bil Dadabhai Naoroji, ki je postal Veliki starec indije in je tudi prvi uporabil besedo swaraj za indijsko geslo (populariziral jo je bil Mahatma Gandi). Vpliv kongresa je bil sprva omejen, ker se je ograjeval na angleško govoreče ljudi. 